# 오일러-베르누이 보 이론

## 오일러-베르누이보 이론

### 정의
변형 전에 중심축에 직각이였던 평면횡단면은 변형 후에도 평면을 유지하며 직각이다.
횡하중이 작용하는 보는 축방향 길이(x)에 따라 처짐(w)과 회전각(θ)이 발생한다 (그림1)
그림1

그림 1

변형이 매우 작은(미소변형)의 경우, x만큼 떨어진 점의 회전각은 tan(θ)와 근사하며 tan(θ)는 처짐 (ω)의 기울기 (dω/dx)와 같다
베르누이 보 가정에 따라, 변형후 단면(빨간색 직선)은 변형 전 단면(파란색 직선)으로부터 dω/dx만큼 회전한다. (그림2참고) 축하중 없이 횡하중에 의한 휨모멘트만 작용하므로, 중심축에서 변형률이 0이 
된다.
중심축으로부터 y만큼 떨어진 단면 위치의 축방향 선변위는 tan(θ)에 y를 곱하여 구할수 있으며, 이는 미소변형의 가정에 의해 y*dω/dx와 근사하다.
중심축으로부터 y만큼 떨어진 단면 위치의 축방향 선변위를 미소길이 dx로 나누면, 축방향 변형률을 구할 수 있다.  ε(y)=d/dx(y*dω/dx)=y(d²ω/dx²)=yκ     κ=곡률을 의미한다.

면의 축방향 선병형률은 y에 따라 곡률에 비례한 직선분포를 가진다
탄성거동을 하는 경우 변형률에 탄성계수를 곱하면, 단면의 법선응력을 구할 수 있다.
폭 b와 높이 h를 갖는 직사각형 단면에 이러한 법선응력이 작용한다면, 이 법선응력이 만들어내는 모멘트는 단면모멘트 M과 같아야 한다.
중심축으로부터 y만큼 떨어진 직사각형 미소단면에 작용하는 법선응력이 만드는 힘과 팔길이 y를 곱하면 미소단면의 법선응력이 만드는 휨모멘트를 계산할 수 있으며, 이를 전체 높이에 대해 적분하면 전체 단면에 작용하는 법선응력이 만드는 총휨모멘트를 아래 식과 같이 계산할 수 있다.

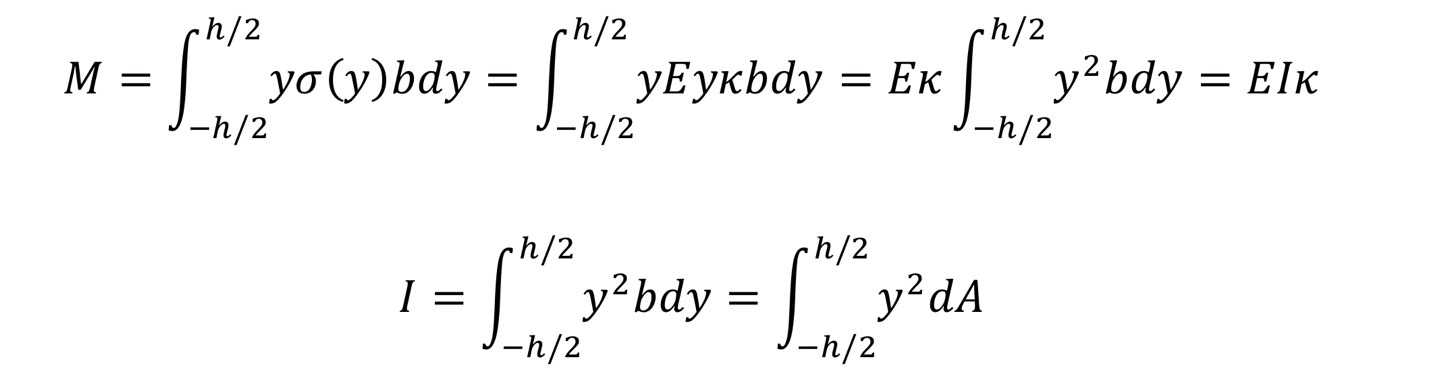

티모센코 보 이론 : 변형 전에 중심축에 직각이였던 평면횡단면은 변형 후에는 평면을 유지하며 더 이상 중심축에 직각이지 않다. 중심축과 사이에 발생한 각 차이는 전단병형효과에 의한 것이므로, 깊은 보에 적용 한다. 베르누이 보 이론과는 반대되는 이론이다. 베르누이 보는 얇은 보에 적용하는 이론이다.